# Перша інавгурація Дональда Трампа

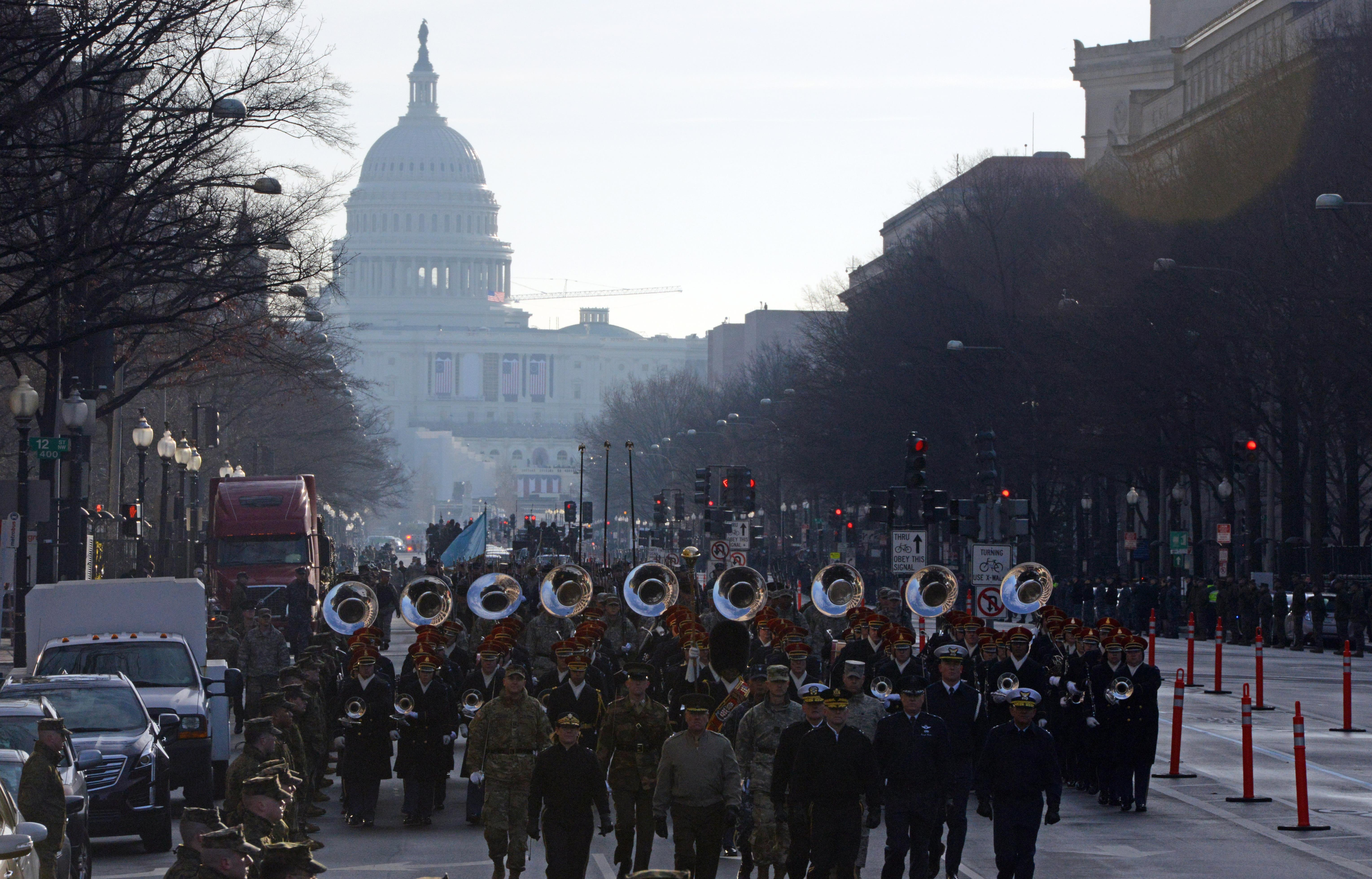
Репетиція, 15 січня 2017 року

Інавгурація Дональда Трампа як 45-го Президента США відбулася 20 січня 2017 року. Водночас до присяги було приведено Майка Пенса як 48-го віцепрезидента США. Дональд Трамп — перший в історії США підприємець і мільярдер, що став Президентом США. На церемонії були присутні родина Трампа, політичне керівництво країни, а також недавні політичні суперники — колишній президент США Барак Обама і переможена кандидатка від Демократичної партії Гілларі Клінтон зі своїм чоловіком Біллом. Також на церемонії були присутні 39-й президент США Джиммі Картер і 43-й президент США Джордж Буш-молодший.
За інформацією Associated Press, інавгурація Дональда Трампа стала найдорожчою в історії США — на її проведення було витрачено близько 90 млн доларів.

## Концерт
19 січня в меморіалі Лінкольна пройшов святковий інавгураційний концерт, на якому з промовою виступив сам Трамп.

## Хронологія в день інавгурації

### Шлях на церемонію інавгурації
Перед церемонією вступу на посаду Трамп і Пенс відвідали богослужіння в єпископальному храмі Святого Іоанна, розташованому навпроти Білого дому. Це є традицією, яка виникла кілька десятиліть назад.
Потім Трамп і Пенс разом зі своїми сім'ями відвідали сам Білий дім, де для них було влаштовано чаювання, а потім у супроводі Барака Обами Дональд Трамп поїхав в Капітолій на свою інавгурацію.

### Присяга та інавгураційна промова

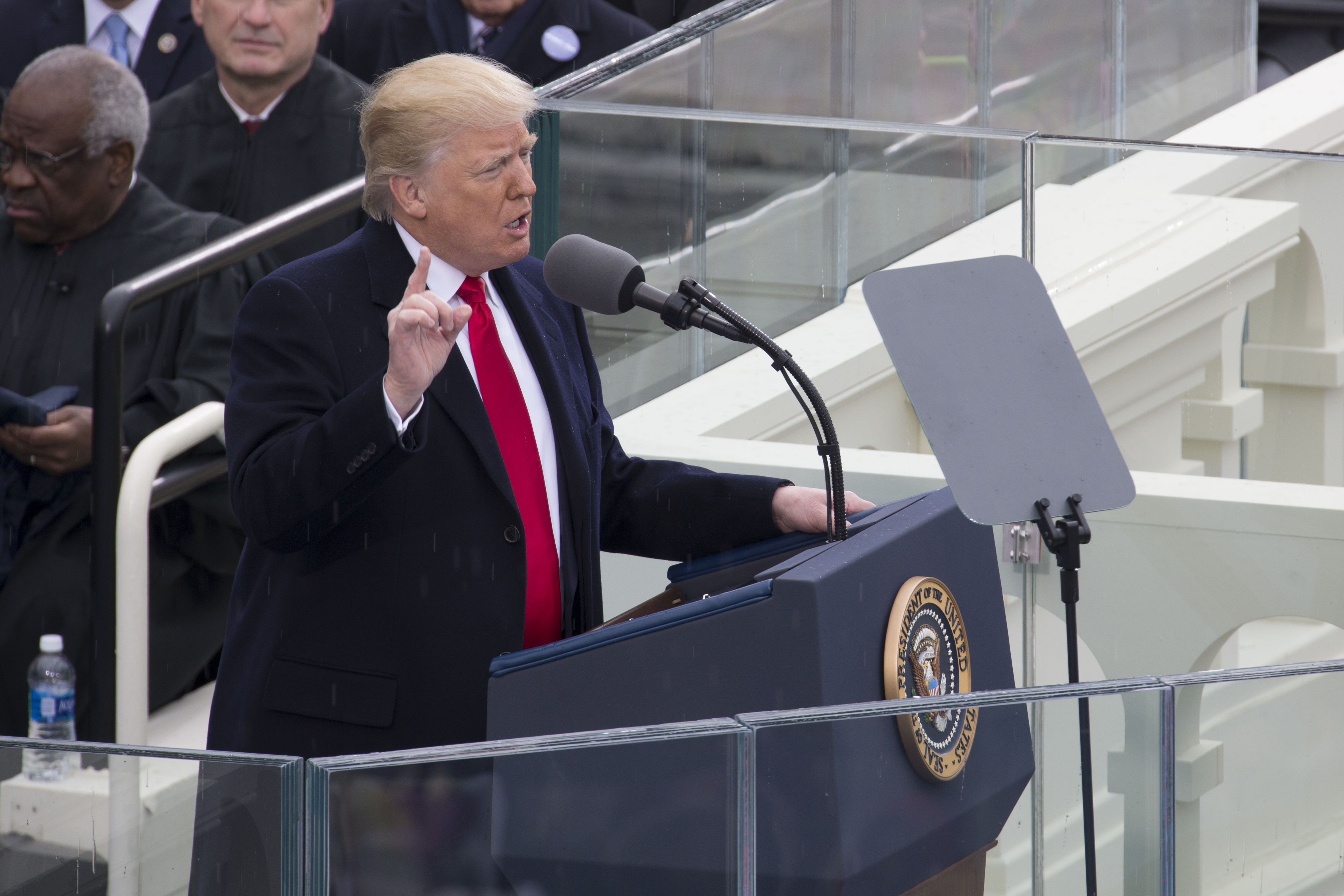
Дональд Трамп вимовляє інавгураційну промову.

Трамп присягнув на Біблії Лінкольна, на якій до нього присягу приносили Авраам Лінкольн і Барак Обама, а також на сімейній Біблії.
Після привітання голови Верховного суду США Джона Робертса зі вступом на посаду, Трамп повернувся до своєї сім'ї і обійняв рідних. Перш ніж вимовити свою інавгураційну промову, Трамп сказав слова подяки Бараку Обамі за процес передання влади.
У своїй інавгураційній промові він пообіцяв на довгі роки вперед визначити курс розвитку США і світу, а також заявив, що передає владу від розташованого у Вашингтоні керівництва країни народу. Розмірковуючи про майбутнє США під час промови, сказавши «І повернемо це вам, народу» (англ. And giving it back to you, the people), Трамп, на думку користувачів соціальних мереж, фактично процитував Бейна з фільму «Темний лицар повертається», а саме «І ми повернемо їх вам, народу» (англ. And we give it back to you, the people).

### Святковий парад
Після виступу з урочистою промовою Трамп очолив в центрі Вашингтона парад, що відбувся на честь його вступу на посаду президента США. Загалом у заході взяло участь 8 тисяч осіб із більш ніж 40 організацій, зокрема кінні групи, оркестри, ветеранів та пожежних.

### Урочистий бал
Увечері 20 січня на урочистому балу на честь інавгурації за традицією президент США Дональд Трамп і його дружина Меланія виконали танець нового глави держави. Трамп висловив слова подяки всім своїм прихильникам за їх підтримку, особливо відзначивши свою вдячність дружині Мелані. Після промови Трампа в залі прозвучала пісня знаменитого американського актора і співака Френка Сінатри «My Way», під яку подружжя Трамп у ролі господарів Білого дому відкрило свій перший бал.

## Запрошені гості

### Екс-президенти США
У церемонії брали участь президенти Джиммі Картер, Білл Клінтон, Джордж Буш, Барак Обама з подружжям, а також Гілларі Клінтон, головний опонент Трампа на президентських виборах. Джордж Буш-старший і Барбара Буш не були присутні на інавгурації станом здоров'я.

### Духовенство
28 грудня 2016 року було оголошено, що шість представників духовенства згодні дати благословення на інавгурації, в їх числі:
- Франклін Грем — євангеліст, президент Євангельської асоціації Біллі Грема[en] «Сумка Самарянина», син Біллі Грема
- Тімоті Долан — кардинал, архієпископ Нью-Йорка
- Самуель Родрігес — засновник і керівник найбільшої у світі організації іспаномовних євангельських християн/п'ятидесятників «Національна конференція керівництва іспаномовних християн»
- Пола Вайт — телеєвангеліст, старший пастор п'ятидесятницького «Християнського центру нової надії»
- Марвін Хіер — рабин, засновник і керівник Центру Симона Візенталя
- Вейн Т. Джексон — єпископ, пастор євангельської церкви «Great Faith Ministries»

### Виконавці
Джекі Іванко (виконала гімн США), Мормонський табернакальний хор, The Rockettes, 3 Doors Down, Сем Мур, Тобі Кіт, Лі Грінвуд, The Piano Guys, DJ Ravidrums, Big & Rich, The Talladega College Tornado Marching Band.

## Акції протесту
У день інавгурації Трампа в багатьох містах США були проведені багатотисячні акції протесту під назвою Марш жінок. За різними оцінками, загальне число протестувальників досягло кількох мільйонів людей. Активісти та правозахисники попереджали про наміри зірвати церемонію і заблокувати всі шляхи до Капітолія. Бойкот інавгурації влаштували 50 конгресменів від Демократичної партії США. Також акцію протесту напередодні церемонії провели голлівудські зірки, серед яких Роберт де Ніро, Джуліанн Мур, Алек Болдвін, Шер та інші.